# عراق عجم
عَراقِ عَجَم یا جبال نام تاریخی ناحیه‌ای در مرکز ایران است که از غرب به کوه‌های زاگرس، از شرق به کویر و از شمال به کوه‌های البرز منتهی می‌شود. اصفهان، شهر ری، نائین، اراک، قزوین و قم از شهرهای عمدهٔ این ناحیه بوده‌اند. و سبک عراقی در شعر فارسی منسوب به این ناحیه است. در کتاب اسناد نام خلیج فارس در مبحث نام‌های سرزمین ایران آمده‌است که در دوره‌های تاریخی پیش از اسلام ایران مرکزی را ایراکستان می‌گفتند، برخی نیز این منطقه را اَراک نام‌گذاری کرده‌اند و آن را کوچک‌شدهٔ واژهٔ ایران می‌دانستند؛ به‌معنی ایران کوچک. جغرافی‌دانان و نویسندگان مسلمان، این کلمه را معرب نموده و بر اساس قواعد معرب‌سازی، ک را به ق تبدیل و آن را اَراق و عَراق ثبت کردند و دشت‌های منطقهٔ غرب زاگرس را که منطبق با سرزمین صاف (فلات) عراق (به غیر از کردستان) را «عَراق عَرب» نام نهادند که منطبق با منطقه بابیلون دوران باستان است. قوم ماد که قوی‌ترین قوم آریایی بود که در نواحی غربی ایران کنونی ساکن بودند. این قوم، جنگاور و دامپرور بودند، بعدها قوم ماد پادشاهی ماد یا ماه را در باختر ایران بنا کرد کشور ماد یا ماه از ناحیه‌ای شامل اراک، ری و اصفهان کنونی تشکیل می‌شد که به این منطقه بعدها ایالت کوهستانی یا جبال و بعد از آن عَراق عَجم گفتند.

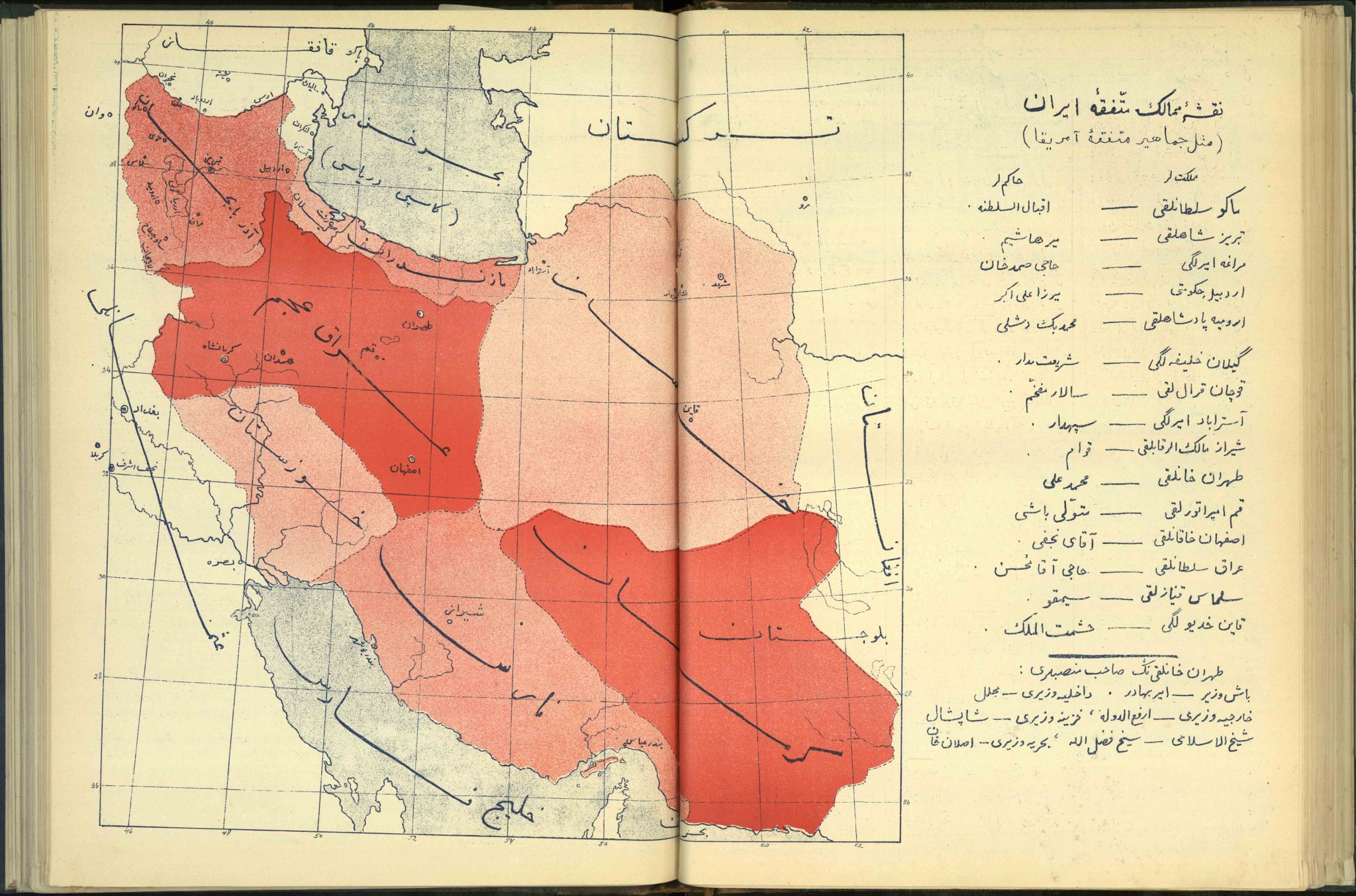
نقشه ایران در مجله ملانصرالدین

## نام‌گذاری

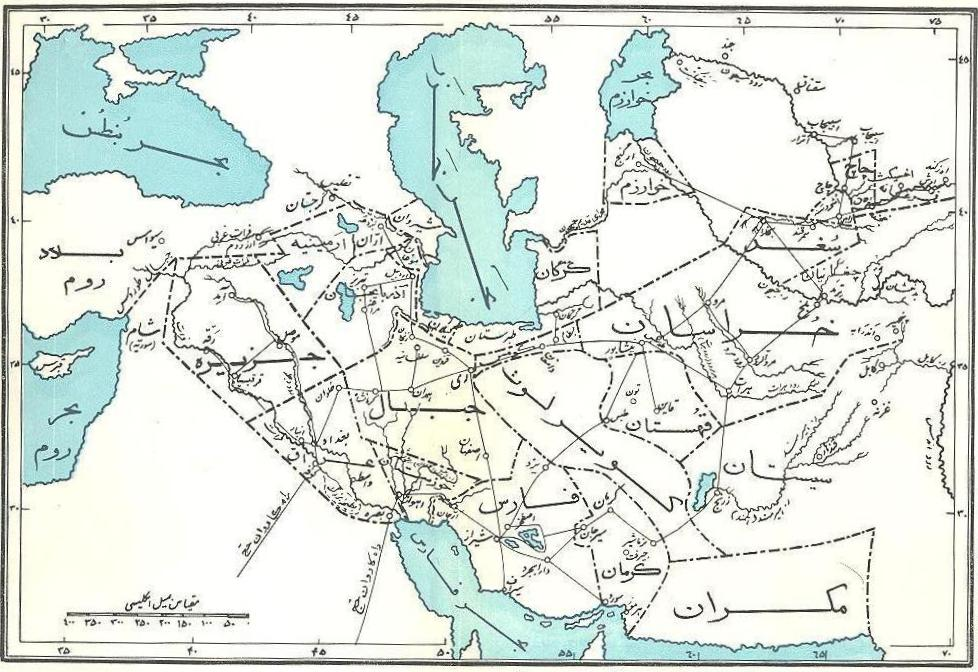
موقعیت جبال در نقشهٔ ایران در عصر خلفای عباسی برگرفته از کتاب جغرافیای تاریخی سرزمین‌های خلافت شرقی

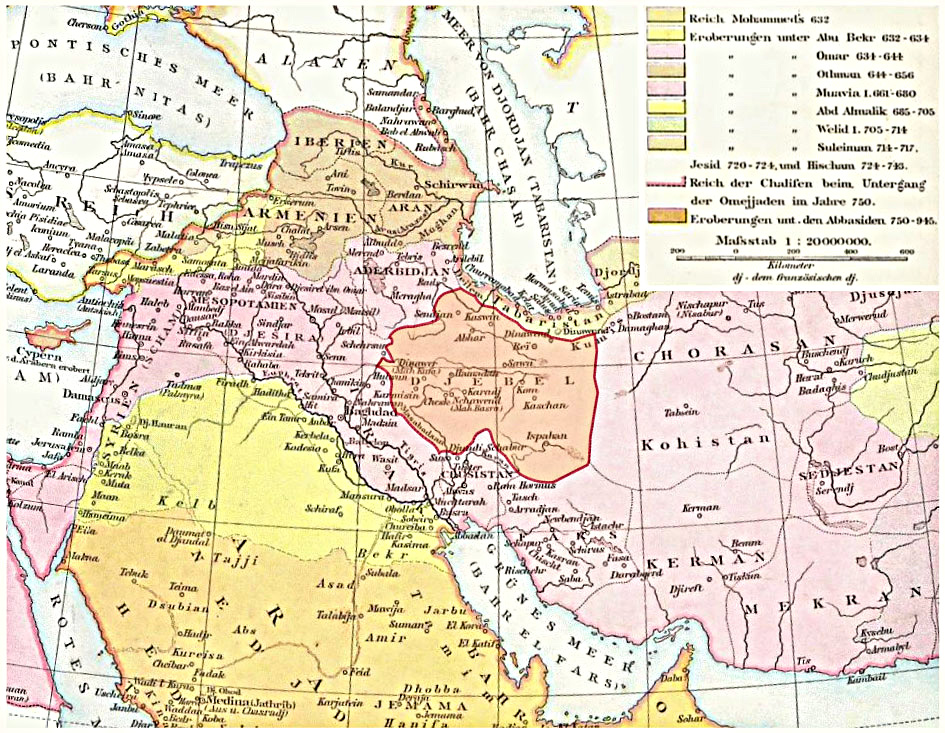
ناحیهٔ جبال یا عَراق عَجم (نارنجی)

معنای عراق، زمین صاف، نزدیک دریا، ساحل رودخانه یا دریا و به گمانی برگرفته شده از واژه فارسی ایراه یا ایران‌شهر است و یاقوت حموی، باور دارد که همان بابل است. واژهٔ عجم یک واژهٔ عربی است، به معنای کسی که نمی‌تواند به عربی سخن بگوید یا کسی که عربی را با لهجه سخن می‌گوید. چون در صدر اسلام و همچنین در چهار سدهٔ نخست هجری قمری بیشتر کسانی که در حکومت اسلامی نفوذ و حضور داشتند و در ضمن عرب نبودند، ایرانی بودند؛ بنابراین واژهٔ عجم، بر ایرانیان اطلاق می‌شده‌است. یاقوت حموی در کتاب معجم‌البلدان (ج. ۲ ص ۹۹) حدود عراق عجم را آورده که همان مناطق مرکزی ایران کنونی است. او می‌گوید که اصطلاح عراق عجم اولاً غلط و ثانیاً جدید است؛ یعنی در زمان یاقوت حموی که در آغاز سدهٔ هفتم می‌زیسته اصطلاح جدیدی بوده‌است. یاقوت می‌گوید که لفظ عراق عجم پس از سلجوقیان، بر زبان‌ها افتاده‌است و مناطق مرکزی ایران در پنج سدهٔ آغازین هجرت به نام الجبال مشهور بوده‌است. پدیده‌ای که در لفظ عراق عجم دیده می‌شود، همگونی و تشبیه مناطق مرکزی ایران به عراق عرب یعنی عراق کنونی یا به قول یاقوت حموی بابِل است.

## ناحیهٔ جبال
عَراق عَجم به نام ناحیهٔ جبال نیز شناخته می‌شده‌است. جبال (به معنی کوه ها یا تپه ها) جمع عربی لغت جبل (کوهستان یا تپه) است. دلیل این نام‌گذاری، کوهستانی بودن این ناحیه به جز در ناحیه شمال شرقی‌اش است. جبال از شرق به دشت کویر، از جنوب به خوزستان، از جنوب شرق به استان فارس، از جنوب غرب به عراق عرب، از شمال غرب به آذربایجان و از شمال هم به رشته‌کوه البرز محدود شده‌است. مرزهای جبال به خوبی مشخص نشده و به‌طور مکرر تغییر می‌کرده‌است.
بر پایهٔ اصطخری (۲۰۳ ه‍. ق) و ابن حوقل (۲۶۷ ه‍.ق) معدن‌های آنتیموان (سنگ سرمه) در اصفهان وجود داشته‌است. در سده‌های نخست پس از اسلام و دوران حکومت اموی و عباسی، به منطقهٔ کوهستانی غرب ایران جبال (به معنای کوه‌ها یا رشته‌کوه) می‌گفتند. این ناحیه میان دو ناحیهٔ عراق عرب (عراق کنونی) و عراق عجم (اصفهان و ری) قرار داشت.
سعید نفیسی، جبال را میان بغداد، فارس، کرمان، خراسان، آذربایجان، خوزستان و طبرستان می‌داند و آن را شامل شهرهایی همچون همدان، ری، نهاوند، سمنان، دامغان، قزوین، کاشان، قم و اصفهان می‌داند.

## پیشینهٔ تاریخی
جبال، ناحیه کوهستانی پهناوری بود که یونانیان آن را «مدیا» می‌گفتند. شورش و نبردهای پراکنده در منطقه، این امکان را برای عرب‌ها فراهم نمی‌کرد که بتوانند به‌طور کامل بر جبال چیرگی داشته باشند، برای همین منظور مجبور به صلح با مردم نهاوند شدند و توانستند با تنظیم معاهده‌ای، «جبال» را سرانجام با صلح تصرف کنند.

## جغرافیا
این ناحیه، در دوره قاجار، از نواحی و ولایات حاکم‌نشین به‌شمار می‌آمده‌است. این محدوده از شمال به همدان و ملایر و ساوه، از مشرق به قم و کاشان، از جنوب به محلات و کمره و جاپلق و از مغرب به بروجرد و نهاوند منتهی می‌شده‌است. مرکز این ناحیه، سلطان‌آباد و وسعت آن بالغ بر ۲۱٬۶۰۰ کیلومتر مربع بود.
جان مکدونالد کینر در کتاب «شرح جغرافیای امپراتوری ایران» که در سال ۱۸۱۳ در لندن به چاپ رسیده‌است، ولایت عراق عجم(جبال) را بزرگ‌ترین بخش سرزمین باستانی ماد می‌داند که از جنوب به فارس و خوزستان، از شرق به خراسان و دشت کویر، از شمال به آذربایجان، گیلان و مازندران و از غرب به کردستان محدود می‌شود. مناظر این ولایت در همه‌جا مانند هم، کوهستانی است و همچون بخش شمالی ولایت فارس دره‌های با امتداد زیاد اما به ندرت پهنایی متجاوز از ۱۰ تا ۱۵ مایل دارد. او در اثر خود می‌گوید که ولایت عراق به ۵ منطقهٔ اصلی تقسیم می‌شود: اصفهان، نائین، تهران، ملایر و کرمانشاه.